# Henri Pourtalet
Pour les articles homonymes, voir Pourtalet.
Henri Pourtalet, né le 23 décembre 1899 à Cannes (Alpes-Maritimes) et mort le 3 juillet 1974 à Antibes, est un homme politique français.

## Biographie
Horticulteur, militant communiste, il est député des Alpes-Maritimes de 1936 à 1940. Sous les drapeaux en 1939, il est condamné par un tribunal militaire en mai 1940 à cinq années de détention. Il est toutefois libéré quelques mois plus tard et il peut alors organiser le PCF clandestin dans les Bouches-du-Rhône. Il est désigné en 1943 pour représenter le PCF auprès du général Giraud à Alger. Il permet à Giraud d'envoyer un émissaire pour prendre contact avec les F.T.P.F. dans le but de préparer le débarquement de Provence. Il est membre de la première Assemblée consultative provisoire, siégeant à Alger jusqu'en juillet 1944. Après la Libération, il redevient député de 1945 à 1951 et de 1956 à 1958.

## En savoir plus